# Paul W. S. Anderson

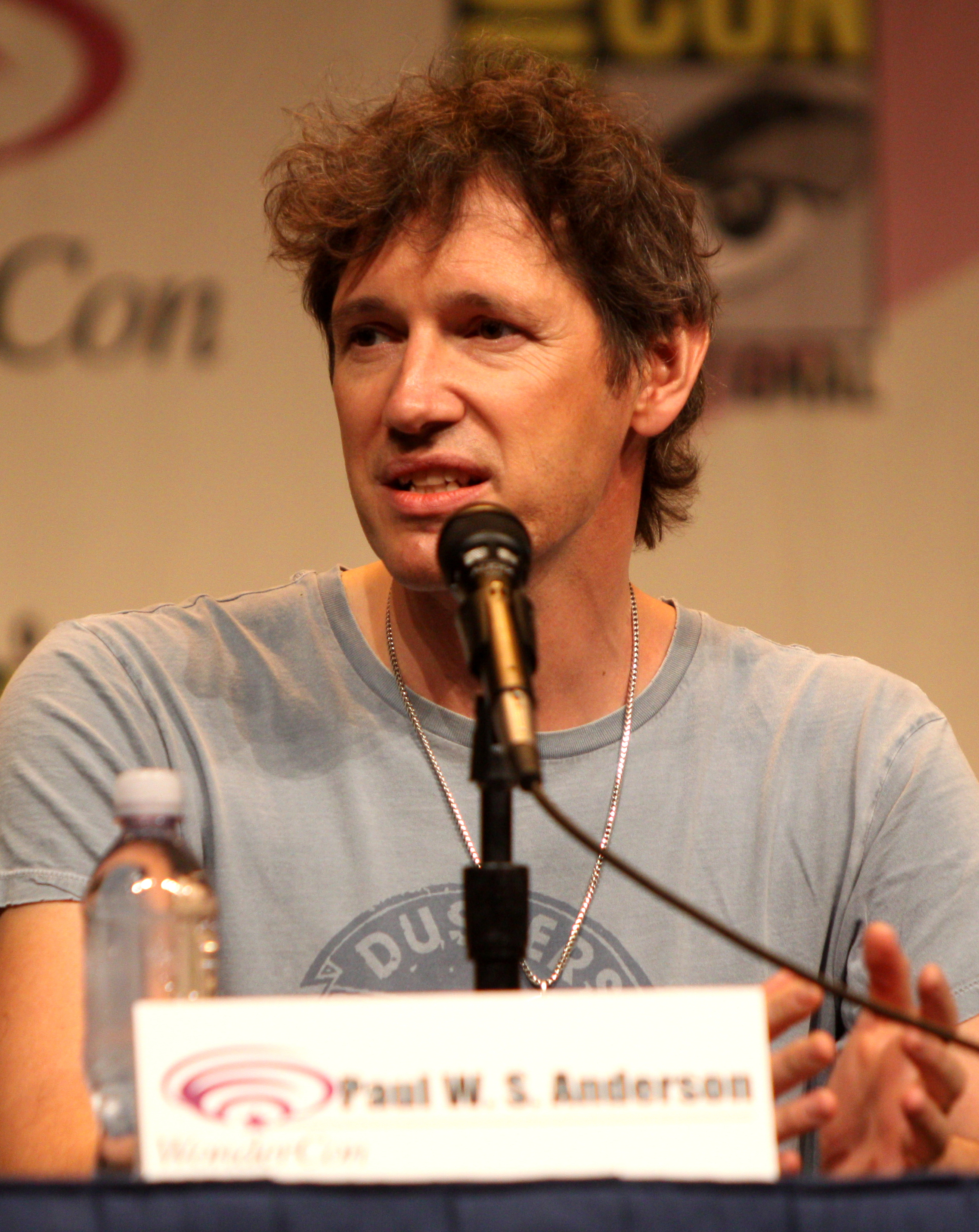
Paul W. S. Anderson auf der WonderCon 2012

Paul William Scott Anderson (* 4. März 1965 in Newcastle upon Tyne) ist ein britischer Filmregisseur, Drehbuchautor und Filmproduzent, der hauptsächlich durch Verfilmungen von Computerspielen wie Mortal Kombat, Resident Evil und Alien vs. Predator bekannt wurde.

## Leben und Werke
Anderson erwarb einen Bachelor of Arts in Film und Literatur an der University of Warwick. Sein Debütfilm war Shopping (1994), in dem Sean Pertwee, Sadie Frost und Jude Law drei Verbrecher verkörpern, die Geschäfte durch Rammen des Schaufensters mit Hilfe eines Autos ausrauben („Ram-Raiding“). In England durfte der Film nur in einer begrenzten Zahl an Kinos gezeigt werden, in den USA wurde er in geschnittener Form und nur auf Video veröffentlicht. 1995 folgte Mortal Kombat, die Verfilmung des gleichnamigen Computerspiels. Die allgemeine Resonanz auf den Film war gemischt. Obwohl sowohl ein Großteil der Fans des Spiels über die Umsetzung unglücklich waren als auch das Kritikerecho eher schlecht war, war der Film ein kommerzieller Erfolg, der zu zwei Fortsetzungen führte – an denen Anderson aber nicht mehr beteiligt war.
Nach dem Erfolg von Mortal Kombat war Anderson in der Lage, sich sein nächstes Projekt selbst aussuchen zu können und wählte Star Force Soldier. Soldier war vom Drehbuchautor David Webb Peoples als Side-quel zu Blade Runner konzipiert, d. h., er spielte im selben Universum. Da der fest eingeplante Hauptdarsteller Kurt Russell zu der Zeit aber unabkömmlich war, verzögerte sich die Produktion und Anderson bekam die Möglichkeit, bei Event Horizon Regie zu führen, dieser floppte jedoch sowohl bei den Kritikern als auch an den Kinokassen. Anderson machte später das Studio dafür verantwortlich, da es den Film gegen seinen Willen umgeschnitten habe. Andere an dem Projekt Beteiligte sagten später jedoch aus, in der Endfassung des Films sei nur das beste Material verwendet worden. Soldier wurde 1998 veröffentlicht und war ein kritischer und kommerzieller Misserfolg.
Erst nachdem Anderson 2000 den recht erfolgreichen Fernsehfilm The Sight geschrieben und als Regisseur betreut hatte, konnte er zwei Jahre später mit der Realfilm-Adaption des Computerspiels Resident Evil ins Kino zurückkehren, die aufgrund ihres verglichen mit anderen Anderson-Filmen geringen Budgets und recht hoher Besucherzahlen (bzw. DVD-Verkäufe) ein kleiner finanzieller Erfolg wurde. 2002 fügte er die Initialen „W. S.“ in seinen Namen ein, um eine Verwechselung mit seinem Namensvetter Paul Thomas Anderson zu vermeiden.
Andersons nächstes Projekt war der schon im Film Predator 2 angedeutete (und später in einer Comicserie von Dark Horse Comics, Computerspielen und anderen Medien populär gewordene) Zusammenstoß der Monster aus den Horror-Action-Filmreihen Alien und Predator in Alien vs. Predator. Dass er an dem Projekt beteiligt sein würde, führte allerdings bei manchen Fans der ursprünglichen Filmreihen zu Unwohlsein und veranlasste das Studio, von Preview-Vorstellungen für Kritiker abzusehen. Diese Strategie funktionierte zumindest anfänglich. Alien vs. Predator wurde der Film mit dem besten Startwochenende eines Filmes, der letztendlich nicht die 100-Millionen-US-Dollar-Grenze überschritt.
Zum dritten Teil der Resident-Evil-Reihe namens Extinction, die am 27. September 2007 in die Kinos kam, verfasste Anderson wie schon beim zweiten Teil das Drehbuch, übernahm den Regiestuhl jedoch nicht. Wie seine Vorgänger war auch dieser Film ein kommerzieller Erfolg.
2001 lernte Anderson bei den Dreharbeiten zu Resident Evil Milla Jovovich kennen, mit der er sich im März 2003 verlobte und die er am 22. August 2009 heiratete. Am 3. November 2007 kam ihre erste gemeinsame Tochter Ever Anderson in Los Angeles zur Welt, am 1. April 2015 wurde ihre zweite Tochter Dashiel geboren und am 2. Februar 2020 kam die dritte Tochter Osian zur Welt.
Am 18. September 2015 begannen die Dreharbeiten für den sechsten und letzten Teil der Resident-Evil-Realfilmreihe namens The Final Chapter im südafrikanischen Kapstadt, bei dem er erneut Regie führte. Die Premiere fand am 27. Januar 2017 statt.
Zurzeit arbeitet Anderson an  Adaptionen des Computerspiels Driver und des Films Necropolis. Zusätzlich hat er Interesse an der Verfilmung der Spiele Castlevania, Grand Theft Auto und Alfred Besters Science-Fiction-Roman The Stars My Destination (deutsch: Die Rache des Kosmonauten und Der brennende Mann) ausgedrückt.

## Filmografie (Auswahl)
Regisseur
- 1994: Shopping
- 1995: Mortal Kombat
- 1995: Mortal Kombat: Behind the Scenes (Kurzfilm)
- 1997: Event Horizon – Am Rande des Universums (Event Horizon)
- 1998: Star Force Soldier
- 2002: Resident Evil
- 2004: Alien vs. Predator
- 2008: Death Race
- 2010: Resident Evil: Afterlife
- 2011: Die drei Musketiere (The Three Musketeers)
- 2012: Resident Evil: Retribution
- 2014: Pompeii
- 2016: Resident Evil: The Final Chapter
- 2020: Monster Hunter
- 2025: In the Lost Lands

Produzent
- 2002: Resident Evil
- 2004: Resident Evil: Apocalypse
- 2005: The Dark
- 2005: Necropolis
- 2006: D.O.A. – Dead or Alive (DOA: Dead or Alive)
- 2007: Resident Evil: Extinction
- 2008: Death Race
- 2009: Pandorum
- 2010: Resident Evil: Afterlife
- 2010: Death Race 2
- 2011: Die drei Musketiere (The Three Musketeers)
- 2012: Resident Evil: Retribution
- 2012: Death Race: Inferno (Death Race 3: Inferno)
- 2016: Resident Evil: The Final Chapter
- 2020: Monster Hunter
- 2025: In the Lost Lands

Drehbuchautor
- 1990: El C.I.D. (Fernsehserie)
- 1994: Shopping
- 2002: Resident Evil
- 2004: Alien vs. Predator
- 2004: Resident Evil: Apocalypse
- 2005: Necropolis
- 2007: Resident Evil: Extinction
- 2008: Death Race
- 2010: Resident Evil: Afterlife
- 2010: Death Race 2
- 2012: Resident Evil: Retribution
- 2014: Pompeii
- 2016: Resident Evil: The Final Chapter
- 2020: Monster Hunter